# Koumariá (ort i Grekland, Mellersta Makedonien, Nomós Imathías)
Koumariá är en ort i Grekland.   Den ligger i prefekturen Nomós Imathías och regionen Mellersta Makedonien, i den norra delen av landet, 300 km nordväst om huvudstaden Aten. Koumariá ligger 764 meter över havet och antalet invånare är 252.
Terrängen runt Koumariá är huvudsakligen kuperad, men norrut är den bergig. Runt Koumariá är det ganska tätbefolkat, med 129 invånare per kvadratkilometer. Närmaste större samhälle är Véroia, 9,7 km öster om Koumariá. I omgivningarna runt Koumariá växer i huvudsak blandskog.